# Altarljus

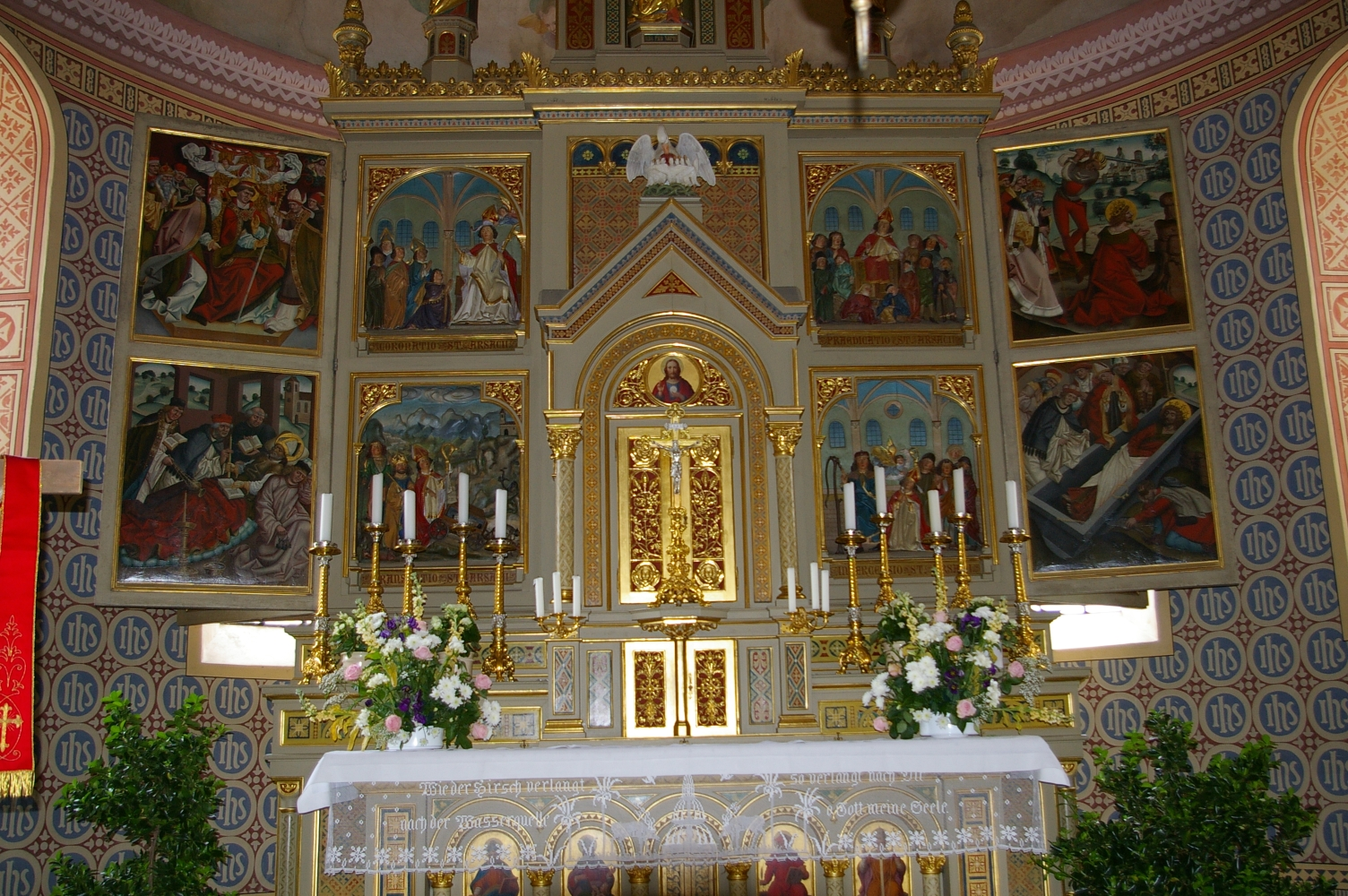
Altare med altarljus

Altarljus är ljus som placeras på eller invid altare och har använts sedan 800-talet. De skall vara två, fyra eller högst sex stycken.
Där antalet altarljus varieras sker detta i anslutning till söndagarnas karaktär. Enligt gammal sed skall inga altarljus brinna på Långfredagen, eftersom ljuslågorna symboliserar den levande Kristi närvaro i sin kyrka.